# The Texas Bluesman
The Texas Bluesman — студійний альбом американського блюзового музиканта Лайтніна Гопкінса, випущений у 1968 році лейблом Arhoolie.

## Опис
Альбом був записаний 18 грудня 1967 року Крісом Штрахвіцом з використанням портативного обладнання в Х'юстоні, Техас. На ньому Лайтнін Гопкінс співає і грає один на електричній гітарі без акомпанемнту. Альбом містить десять пісень, які всі були написані Гопкінсом.

## Список композицій
1. «Tom Moore Blues» (Лайтнін Гопкінс) — 5:03
2. «Watch My Fingers» (Лайтнін Гопкінс) — 2:48
3. «Little Antoinette» (Лайтнін Гопкінс) — 2:38
4. «Love Like a Hydrant» (Лайтнін Гопкінс) — 3:58
5. «Cut Me Out Baby» (Лайтнін Гопкінс) — 3:27
6. «Take a Walk» (Лайтнін Гопкінс) — 2:37
7. «Slavery» (Лайтнін Гопкінс) — 5:29
8. «I Would If I Could» (Лайтнін Гопкінс) — 3:19
9. «Bud Russell Blues» (Лайтнін Гопкінс) — 4:32
10. «At Home Blues» (Лайтнін Гопкінс) — 3:07

## Учасники запису
- Лайтнін Гопкінс — вокал, електрогітара

Технічний персонал
- Кріс Штрахвіц — продюсер, запис, фотографія [обкладинки]
- Вейн Поуп — дизайн